# Homalotylus quaylei
Homalotylus quaylei är en stekelart som beskrevs av Timberlake 1919. Homalotylus quaylei ingår i släktet Homalotylus och familjen sköldlussteklar.
Artens utbredningsområde är:
- Bulgarien.
- Egypten.
- Gabon.
- Iran.
- Italien.
- Mauretanien.
- Israel.
- Spanien.
- Turkmenistan.
- Turkiet.
- Uzbekistan.

Inga underarter finns listade i Catalogue of Life.